# Пухнаревич, Вера Борисовна
Вера Борисовна Пухнаревич — российский учёный, доктор химических наук, профессор, заслуженный деятель науки РФ (1997).
Родилась в 1937 году.
Окончила Иркутский государственный университет (1959).
С 1959 по 1991 год работала в Иркутском институте органической химии (ИрИОХ) СО АН СССР, последняя должность - заведующая лабораторией. В 1964 г. защитила кандидатскую диссертацию, в 1982 г. — докторскую.
С 1991 г. зав. кафедрой химии Иркутского государственного педагогического института (ИГПИ) (ИГПУ). Профессор. Читала курс лекций по органической химии.
Основное направление научной деятельности — разработка новых способов синтеза, изучение строения, реакционной способности и возможностей практического использования непредельных кремне-, германий-, олово- и азоторганических соединений.
Автор более 150 научных работ (в том числе монографии и учебного пособия по органической химии). Получила 16 авторских свидетельств. Патенты: https://findpatent.ru/byauthors/953969/
Заслуженный деятель науки РФ (1997).
Сочинения:
- Перспективы гидросилилирования / В. Б. Пухнаревич, Э. Лукевиц, Л. И. Копылова, М. Г. Воронков; под ред. Э. Лукевица. — Рига: Инст. орган. синтеза ЛатвАН, 1992. — 383 с.
- В. Б. Пухнаревич, С. А. Большакова. Введение в химию окружающей среды. Иркутск: Изд. Иркут. гос. пед. ун-та, 2002,109 с.
- В. Б. Пухнаревич, М. Г. Воронков, Л. И. Копылова, «Реакции дегидроконденсации органилсиланов с образованием связи Si-Si», Усп. хим., 69:2 (2000), 150—165; Russian Chem. Reviews, 69:2 (2000), 137—151
- Воронков М. Г. , Пухнаревич В. Б. // Изв . АН СССР . Сер . хим.— 1982. — No 5. — С. 1056—1096.
- Воронков М.Г., Пухнаревич В.Б. Свойства и превращения связи Si-H в кремнийорганических соединениях. Изв. АН СССР, сер. хим., 1982, Я> 5, с.1056-1076.
- Пухнаревич В.Б., Копылова JI.И., Чапка М., Гетфдейш И., Сацук Э.М., Сигалов М.В., Хваловский В., Воронков М.Г. Гидросилилирование фенилацетилена в присутствии родиевых катализаторов. -Ж.общ.химии, 1980, т.50, вып.7, с.1554-1558.